# Бурокас, Бернардас
Бернардас Бурокас (лит. Bernardas Burõkas; род. 20 мая 1942, Мелагенай, Игналинский район) — советский литовский легкоатлет, специалист по метанию копья. Выступал на всесоюзном уровне в 1960-х и 1970-х годах, обладатель бронзовой медали чемпионата СССР, победитель первенств всесоюзного и республиканского значения. Представлял Каунас и спортивное общество «Жальгирис».

## Биография
Бернардас Бурокас родился 20 мая 1942 года в местечке Мелагенай Швенчёнского района. Занимался лёгкой атлетикой в Каунасе, выступал за Литовскую ССР и добровольное спортивное общество «Жальгирис».
В период 1961—1976 годов в общей сложности восемь раз выигрывал первенства Литвы в метании копья и ещё шесть раз становился серебряным призёром.
Наивысших успехов на всесоюзном уровне добился в сезоне 1965 года, когда с результатом 74,44 выиграл бронзовую медаль на Мемориале братьев Знаменских и с результатом 75,58 стал серебряным призёром на чемпионате СССР в Алма-Ате, где уступил лишь латышу Янису Лусису и эстонцу Марту Паама.
В 1966 году установил рекорд Литвы в метании копья — 79,24 метра.
В 1972 году превзошёл всех соперников на первенстве СССР среди студентов, где показал результат 79,27.
В сентябре 1974 года отметился победой на турнире в Вильнюсе, метнув копьё на 78,70 метра.
В июне 1975 года на домашних соревнованиях в Каунасе одержал победу и установил свой личный рекорд — 82,88 метра.
Окончил Каунасский технологический институт (1964), после чего работал инженером-энергетиком на заводе искусственных волокон Korelita в Каунасе.